# النادي الأهلي المصري لكرة اليد
النادي الأهلي المصري لكرة اليد هو أحد أقسام النادي الأهلي الذي يمثل مصر في منافسات كرة اليد الدولية. تأسس الفريق عام 1959. شارك في الدوري المصري لكرة اليد منذ بداية الستينيات وحتى الوقت الحاضر وكان أول فوز لفريق الأهلي في الدوري المصري لكرة اليد عامي 1968 و 1969. حقق أكبر عدد من الألقاب في الدوري ، منها 23 ميدالية ذهبية وشارك في 6 بطولات مختلفة كل موسم: الدوري المصري لكرة اليد ، وكأس مصر ، والاتحاد المصري لكرة اليد ، ودوري أبطال أفريقيا لكرة اليد ، وكأس الكؤوس الأفريقية لكرة اليد ، وكأس السوبر الأفريقي لكرة اليد.
كان للأهلي أفضل سجل في بطولة العالم للأندية لكرة اليد عندما حقق ميدالية فضية في عام 2007. لسنوات عديدة ، فضل الأهلي المشاركة في البطولات العربية بدلاً من البطولات الأفريقية ، مما تسبب في بقاء الأهلي في صدارة أندية كرة اليد العربية مع إجمالي 8 ألقاب. وكان الأهلي أول فريق يتأهل إلى كأس السوبر الأفريقي عام 1994 ، لكنه سحب مشاركته في البطولات العربية.
حقق الأهلي خلال التسعينيات أكبر قدر من النجاح. حيث فاز بـ 6 القاب في الدوري المصري ، ولقبين في كأس مصر ، ولقبين في دوري أبطال أفريقيا لكرة اليد ، و 6 بطولات عربية .
ترشح لاعب الأهلي جوهر نبيل كأفضل لاعب كرة يد في العالم عامي 1998 و 2000. علاوة على ذلك ، تم اختيار سامح عبد الوارث في فريق كرة اليد العالمي في عام 1997.
كريم السعيد هو اللاعب الأكثر تتويجا في فريق الأهلي برصيد 23 لقبا.

## الألقاب
الدوري المصري
- البطل (23): 1968-69،[1] 1973-74،[2] 1977-78،[3] 1981-82،[4] 1983–84،[5] 1985–86،[6][7] 1987-88،[8] 1991-92،[9] 1992–93،[10] 1993–94، 1996–97،[11] 1997–98،[12] 1999–00،[13] 2001–02،[14][15] 2002–03،[16] 2003–04،[17] 2005–06،[18] 2007–08،[19] 2012-13،[20] 2013–14،[21][22] 2014–15،[23][24] 2016-17،[25][26] 2017-18 [27][28][29]

كأس مصر
- البطل (8): 1995–96،[30] 1997–98،[31] 1999–00،[32] 2004–05، 2008–09،[33] 2013–14 [34] 2018-19، 2020/21

كأس الاتحاد المصري لكرة اليد
- البطل (3): 2015،[35] 2016،[36] 2017 [37][38]

بطولة العالم للأندية لكرة اليد
- الوصيف (1): 2007 [39][40]

دوري أبطال أفريقيا لكرة اليد
- البطل (5) : 1985،[41] 1993،[42][43] 1994،[44] 2012،[45] 2016[46][47]
- الوصيف (3): 2013، 2014، 2018

كأس إفريقيا للأندية الفائزة بالكؤوس لكرة اليد
- البطل (3): 2013،[48] 2017، [49] 2018[50]
- الوصيف (5) : 1985، 2001، 2014، 2015، 2019

كأس السوبر الأفريقي لكرة اليد
- البطل (1): 2017 [51]
- الوصيف (4): 2013، 2014، 2018، 2019

البطولة العربية للأندية البطلة لكرة اليد
- البطل (5): 1993،[52] 1994،[53] 1995،[54] 1998،[55][56] 2010[57][58]
- الوصيف (2): 1986، 1999

البطولة العربية لكرة اليد لكأس الفائزين
- البطل (3): 1996،[59][60] 1997،[61] 2011.[62][63]

## روابط خارجية
- الصفحة الرسمية لفريق كرة اليد للنادي الأهلي